# 无线电指纹
无线电指纹是一种可以用于鉴别移动电话或任何其它无线电传输设备，标识其信号传输特征的独特指纹。无线电指纹使通过使用一个独特的传输特征来识别一个无线设备成为可能，它被广泛用于电信运营商阻止手机克隆。一个克隆的手机会拥有和原手机一样的设备识别号码但是其无线电指纹不同。
简单来说，每个无线电发射器（手机是一种无线电发射器）都有独特的上升时间，其主要源自无线电组件在制造过程中环境的轻微不同。一旦无线电指纹被捕获并分配到呼叫签名，使用另一个相同呼叫签名的无线电传输设备将非常容易被检测到。这样的系统被用于军事信号智能检测和无线电管理机构（如联邦通信管理委员会）以检测非法无线电传输器。也被用于（SMR）系统以进行访问计费。
1. ↑  S. U. Rehman; K. W. Sowerby, S. Alam, I. Ardekani. . IEEE Conference on Communications and Network Security. San Francisco, CA, USA: 496–497. 2014  [2023-02-05]. doi:10.1109/CNS.2014.6997522. （原始内容存档于2023-03-20）.